# Hahnia microphthalma
Hahnia microphthalma är en spindelart som beskrevs av Snazell och Duffey 1980. Hahnia microphthalma ingår i släktet Hahnia och familjen panflöjtsspindlar. Inga underarter finns listade i Catalogue of Life.